# A Meeting by the River
A Meeting by the River è un album di Ry Cooder e del musicista indiano Vishwa Mohan Bhatt, pubblicato dalla Water Lily Acoustics Records nel 1993. Il disco fu registrato nel settembre 1992 al "Christ The King Chapel", St. Anthony's Seminary, Santa Barbara, California (Stati Uniti).

## Tracce
1. A Meeting by the River – 10:03 (V.M. Bhatt, Ry Cooder)
2. Longing – 11:56 (V.M. Bhatt, Ry Cooder)
3. Ganges Delta Blues – 9:57 (V.M. Bhatt, Ry Cooder)
4. Isa Lei – 7:39 (Lieut. A.W. Caten)

## Musicisti
- Ry Cooder - chitarra bottleneck
- Vishwa Mohan Bhatt - mohan vina, chitarra slide
- Joachim Cooder - dumbek (goblet drum)
- Sukhivinder Singh Namdhari - tabla